# ボニータ・セイント
ボニータ・セイント（Bonita Saint, 1974年2月27日 - ）は、アメリカ合衆国のアダルトモデル。
1994年1月号の米国版ペントハウス誌においてペントハウスペットに選出された。
Bo Saintと表記されていることもある。